# Хлодвиг I
Хлодвиг I или Кловис, Хлодовех, на съвременен френски Луи (на немски: Chlodwig I, Chlodowech, на френски: Clovis, на латински: Chlodovechus; * ок. 466; † 27 ноември 511 при Париж) е меровингски крал на салическите франки (германско племе, заемащо областта на запад от долен Рейн с център около Турне и Камбре), обикновено считан за основател на Франкската държава (по-късно прераснала във Франкска империя).

## Произход
Той е син на франкския rex Хилдерих I, когото наследява през 481 г., и Базина от Тюрингия.

## Управление

### Основаване на Франската държава
През 486 г., с помощта на роднината си Рагнахар, Хлодвиг побеждава Сиагрий, последния римски управител в Северна Галия, владетел на областта около Соасон в днешна Пикардия. Тази победа разпростира франкското управление в по-голямата част от земите на север от Лоара и обикновено се приема за „рождена дата“ на Франкското кралство.

### Брак и религия
През 493 г. се жени за бургундската принцеса Клотилда Бургундска. След победата при Толбиак Хлодвиг приема нейното християнско вероизповедание (496 г.). С това той се отличава от други германски крале, като тези на готите и вандалите, които са привърженици на арианството, осъдено от християнската църква като ерес още на Първия Вселенски събор в Никея през 325 г.
Приемането от Хлодвиг на християнството, изповядвано от повечето му поданици, заздравява връзките между романизираните гали и техните германски завоеватели. Според Бернар Башраш, от друга страна, отказът му от традиционното езичество отблъсква много от останалите франкски князе и отслабва военните му възможности през следващите няколко години.

### Битки
След успешната военна кампания от 486 г. Хлодвиг сключва съюз с остготите чрез брака на сестра си Аудофледа за техния крал Теодорих Велики, след което продължава с нова победа – през 491 над малка група тюринги на изток от франкските територии, а след това, с помощта на други франкски подкрале, разбива алеманите в битката при Толбиак.

#### Битка при Дижон (500 г.)
Хлодвиг се намесва в спора между двама братя крале, които си оспорват властта над Кралство Бургундия. Той спечелва решителна битка при Дижон през 500 година, в която войските на франкско-бургундската коалиция начело с Хлодвиг I и Годегизел нанасят поражение на войската на краля на бургундите Гундобад. Тази победа е основен епизод от междуособната война в кралството на бургундите през 500 – 501 година.
Хлодвиг преследва Гундобад до Авиньон, но после внезапно се връща в своята държава, вероятно, защото кралят на вестготите Аларих II потегля към неговите граници, а от друга страна Гундобад се съгласява да му плаща ежегоден данък. Така въпреки победата, Хлодвиг не успява да подчини Бургундското кралство.

#### Нова война с алеманите
През 506 година въстават алеманите. На Хлодвиг отново се налага да ги заставя да признаят неговата власт. Това предизвиква преселване на част от алеманите, които намират убежище при остготите, заселвайки се на юг от Боденското езеро и в Норик. Теодорих Велики по римски образец дава на тях и на баварите статут на „федерални съюзници“, като получава в замяна охрана на алпийските планински проходи.

#### Война с вестготите
През следващите години Хлодвиг печели подкрепата на армориканите, защото те го подкрепят при разгрома на Тулузкото кралство на вестготите при Поатие (507 г.) – победа, която изтласква вестготите към днешна Испания и прибавя по-голямата част от Аквитания към кралството му.

### Установяване на столица
След това той установява столицата си в Париж и основава абатство, посветено на Свети Петър и Свети Павел на южния бряг на Сена. От това голямо абатство (наречено по-късно в чест на покровителката на Париж „Св. Геновева“ и разрушено през 1802 г.) е оцеляла само Тур Кловис ('Tour Clovis'), романска кула, която днес е в двора на лицея „Анри IV“, източно от Пантеона.

### Отношения с Византия и реформи в църквата
Според Григорий Турски, след битката при Поатие, византийският император Анастасий I дава на Хлодвиг титлата консул. Тъй като името на Хлодвиг не фигурира в консулските списъци, изглежда титлата е фиктивна. Григорий описва и систематичните усилия на Хлодвиг след битката при Поатие да елиминира другите франкски reguli или подкрале. Сред тях са Сигиберт от Кьолн и неговият син Хлодерик; Харарик, друг крал на салическите франки; Рагнахар от Камбре и братята му Рикхар и Ригомер от Льо Ман.
Малко преди смъртта си Хлодвиг свиква синод на галските епископи в Орлеан, за да реформира църквата и да създаде силна връзка между короната и християнския епископат.

## Смърт и наследници
Хлодвиг I умира през 511 и е погребан в базиликата „Сен Дени“ в Париж, за разлика от баща му, който е погребан при старите меровингски крале в Турне.
След смъртта му държавата е разделена между четиримата му синове Теодорих I (от неизвестна жена) и Хлодомер, Хилдеберт I, Хлотар I (от Клотилда) и възникват новите кралства в Реймс, Орлеан, Париж и Соасон, поставяйки началото на период на разединение, който продължава с кратки прекъсвания до края на меровингската династия през 751.
| Меровингска династия        |                               |                                                      |
| Предшестванн от: Хилдерих I | Крал на Франция 481/482 — 511 | Наследници: Теодорих I крал на Реймското королевства |
| Предшестванн от: Хилдерих I | Крал на Франция 481/482 — 511 | Хлодомер крал на Орлеан королевства                  |
| Предшестванн от: Хилдерих I | Крал на Франция 481/482 — 511 | Хилдеберт I крал на Нейстрия (Париж)                 |
| Предшестванн от: Хилдерих I | Крал на Франция 481/482 — 511 | Хлотар I крал на Соасон королевства                  |